# Nicsara multispinulosa
Nicsara multispinulosa är en insektsart som först beskrevs av Bolívar, I. 1898.  Nicsara multispinulosa ingår i släktet Nicsara och familjen vårtbitare. Inga underarter finns listade i Catalogue of Life.